# LZ 129 Hindenburg
Pour les articles homonymes, voir Hindenburg.
Le LZ 129 Hindenburg, du nom du président allemand Paul von Hindenburg et construit par la firme allemande Zeppelin, est le plus grand dirigeable commercial jamais réalisé et affecté sur une ligne régulière Europe-États-Unis.
Le vol inaugural du LZ 129 Hindenburg a lieu le 4 mars 1936 à Friedrichshafen en Allemagne. Après 14 mois de service actif, il est détruit par un incendie, le 6 mai 1937, lors de son atterrissage à Lakehurst dans le New Jersey. Sa destruction est un événement médiatisé dans le monde entier qui met fin à l'aventure du transport transatlantique par dirigeable.

## L'aérostat
La réalisation du LZ 129 se veut la suite logique du projet avorté du LZ 128 prévoyant la construction d'un dirigeable de 155 000 m3 gonflé au dihydrogène (appelé communément hydrogène) ; propulsé par quatre moteurs fonctionnant au Gaz Blau ou au pétrole et équipé d'une nacelle extérieure pouvant accueillir l'équipage et 25 passagers, sur le modèle du LZ 127 Graf Zeppelin. À la fin septembre 1930, un premier anneau de la structure est achevé. L'International Zeppelin Transport Corporation (IZT), société germano-américaine dont l'objet est « l'étude de la faisabilité et l'intérêt économique du dirigeable à travers la création d'une ligne Europe-États-Unis », émet par la voix de son vice-président et manager, Jerome Hunsaker, un certain nombre de critiques envers le projet. Il fustige notamment le volume de l'aéronef, jugé trop faible, ainsi que l'utilisation de l'hydrogène, jugée dangereuse et surtout interdite aux États-Unis. De ces critiques, résulte l'abandon pur et simple du projet LZ 128.
Techniquement, il faut radicalement modifier le projet initial, du fait de la moindre portance de l’hélium (-7 %). Juridiquement, il faut obtenir un changement de la législation américaine sur la vente et l'exportation de l'hélium. Le projet trouve son financement grâce à la création, le 22 mars 1935, de la Deutsche Zeppelin-Reederei (en) (DZR), sous le patronage du ministre allemand des Transports Aériens. Cette société nouvelle va réunir les fonds provenant de la firme-mère Luftschiffbau Zeppelin et ceux de la Hamburg-America Linie, Adolf Hitler y mettant pour seule condition que les capitaux américains soient évincés au plus tôt de l'entreprise. L'ingénieur en chef du projet LZ 129 est Ludwig Dürr (en), lequel a participé à la mise en œuvre des zeppelins depuis leurs débuts.
Comme tous ses prédécesseurs de la firme de Friedrichshafen, le Hindenburg appartient à la catégorie des dirigeables rigides. La structure, construite en duralumin, est constituée de 15 anneaux circulaires, équidistants de près de 15 m et 36 longerons, jouant le rôle d'entretoises. Entre les anneaux et aux extrémités prennent place les 16 cellules ou ballonnets, destinés à contenir le gaz de sustentation. Le volume total disponible est de 200 000 m3 et le remplissage nominal prévu à 95 %, soit 190 000 m3.
La structure a une longueur de 246,7 m, un diamètre maximum de 41,2 m pour une hauteur totale sur roues de 44,7 m. La largeur, avec les hélices de propulsion, atteint 46,8 m. Le maître-couple est de l'ordre de 1 333 m2 . La masse à vide est d'environ 118 t et la masse totale en charge s'élève à 248 t. La masse nominale en charge atteint 220 t dont 11 t prévues pour le fret, le courrier et les bagages. Il emporte 88 000 l de gazole, 4 500 l d'huile de graissage et 40 000 l d'eau pour le ballast. Le carburant est entreposé dans des réservoirs d'aluminium mobiles disposés sur le pourtour de la structure.

### Motorisation
Prévu pour être équipé de moteurs Maybach, essence et gaz Blau, le LZ 129 est finalement doté de quatre moteurs Diesel Daimler-Benz, de seize cylindres. Le Daimler-Benz DB 602 (LOF-6) est un Moteur V16 (en) atmosphérique. Il possède une puissance continue pouvant évoluer de 800 à 900 ch. À 900 ch (661,95 kW), le régime moteur de 1 480 tr min-1, est disponible en permanence, pour le vol en palier (vol à altitude constante), en croisière. La puissance maximale de 1 200 ch (882,6 kW) à 1 650 tr min−1, ne doit pas être maintenue plus de 5 minutes,. La cylindrée est de 88,514 litres,.
Chacun des quatre moteurs est accouplé à un réducteur épicycloïdal, avec un rapport de réduction de 2 pour 1. Quand le moteur fait 2 tr min-1, l'axe de sortie relié à l'hélice fait 1 tr min−1. Un ingénieux système à air comprimé permet de changer le sens de rotation de l'arbre. Les moteurs sont démarrés à l'air comprimé et peuvent être arrêtés, redémarrés, et inversés en vol.
Les quatre hélices sont propulsives, car situées derrière le moteur. Ce sont des hélices quadripales, à pas fixe en bois, de 6 m de diamètre et fabriquées par les établissements Heine (de). Les moteurs sont chacun logés dans des nacelles motrices disposées par paire à bâbord et à tribord, à l'extérieur de la structure, et distantes de 48 m l'une de l'autre. Une paire de nacelles est située sur « l'anneau circulaire 92 » et l'autre paire de nacelles, sur « l'anneau circulaire 140 ». Un mécanicien est présent en permanence dans chacune des nacelles.

### Équipement électrique
Deux moteurs Diesel Daimler-Benz OM 65 de quatre cylindres, situés dans la quille, permettent le fonctionnement des générateurs électriques, d'origine Siemens. Ces groupes électrogènes, situés dans une salle électrique peuvent produire 35 kW d'électricité, alimentés par deux systèmes indépendants. L'un fonctionne en 220 V et l'autre en 24 V. Chaque moteur est suffisamment puissant pour produire à lui seul l'électricité nécessaire au dirigeable. Cette conception redondante, permet de mettre un moteur à l'arrêt, sans affecter le fonctionnement des consommateurs électriques.
Les besoins électriques du LZ 129 concernent essentiellement l'éclairage, la cuisine, la radio ainsi que le pilotage proprement dit. Les deux niveaux de tension (220 V et 24 V) s'avèrent donc nécessaires. Aucun circuit électrique n'excède l'équateur du ballon, à l'exception de la pointe avant,.

### Les Enveloppes

#### L'enveloppe extérieure
L'enveloppe extérieure est tissée dans un mélange de coton et de lin et sa surface couvre 34 000 m2. Elle est recouverte d'une préparation à base de cellulose, pour la protéger des intempéries et pour la rendre plus lisse. L'adjonction de poudre d'aluminium dans la peinture, protège les ballonnets du risque de surchauffe et l'adjonction d'oxyde de fer, dans la partie haute, les préserve des rayonnements ultra-violets propres à les endommager.

#### Les ballonnets intérieurs
Un nouveau procédé est utilisé pour la construction des cellules de dihydrogène (H2). Contrairement aux zeppelins précédents, les 16 ballonnets internes ne sont pas en baudruche, mais constitués d'un matériau composite. Plusieurs couches d'un tissu de coton, sont empilées en alternance, avec plusieurs couches de membranes gélatineuses. La couche de coton sert de support mécanique au film de gélatine, tandis que ce dernier limite la perméation du gaz. Cette structure hétérogène, est similaire à celle utilisée sur les dirigeables américains USS Akron et USS Macon,.
Cette innovation permet une meilleure rétention du gaz. La pression de H2 dans chaque cellule est de l'ordre de 124,3 à 248,6 Pa au-dessus de la pression atmosphérique. Le taux de perméation est d'environ 1 dm3 m−2 de tissu de cellule par jour.
Il y a 14 vannes à commande manuelle situées juste au-dessus de la passerelle axiale, qui peuvent être actionnées à partir du panneau de gaz principal. Des compteurs électriques mesurent le remplissage de chaque cellule. Il y a également 14 vannes automatiques qui libèrent du gaz, chaque fois que la pression des cellules est trop élevée, pour éviter l'endommagement, une déchirure ou un éclatement.

## Les aménagements intérieurs
Contrairement aux dirigeables Zeppelin précédents, les espaces dédiés aux passagers demeurent à l'intérieur de la carcasse. Cette disposition avait déjà été utilisée pour les dirigeables britanniques R100 et R101. Elle permet d'augmenter la place réservée aux voyageurs et limite la taille de la nacelle extérieure, essentiellement consacrée au pilotage, ce qui réduit la traînée de l'aéronef.
L'espace dévolu aux passagers se situe à peu près au centre de la structure et intègre deux ponts superposés. L'accès aux deux ponts s'opère depuis le sol par une mini-passerelle relevable, située à la base du dirigeable. Un escalier interne conduit les passagers vers leur espace, après un passage devant le buste du Generalfeldmarschall von Hindenburg.
Le pont supérieur est occupé par : 

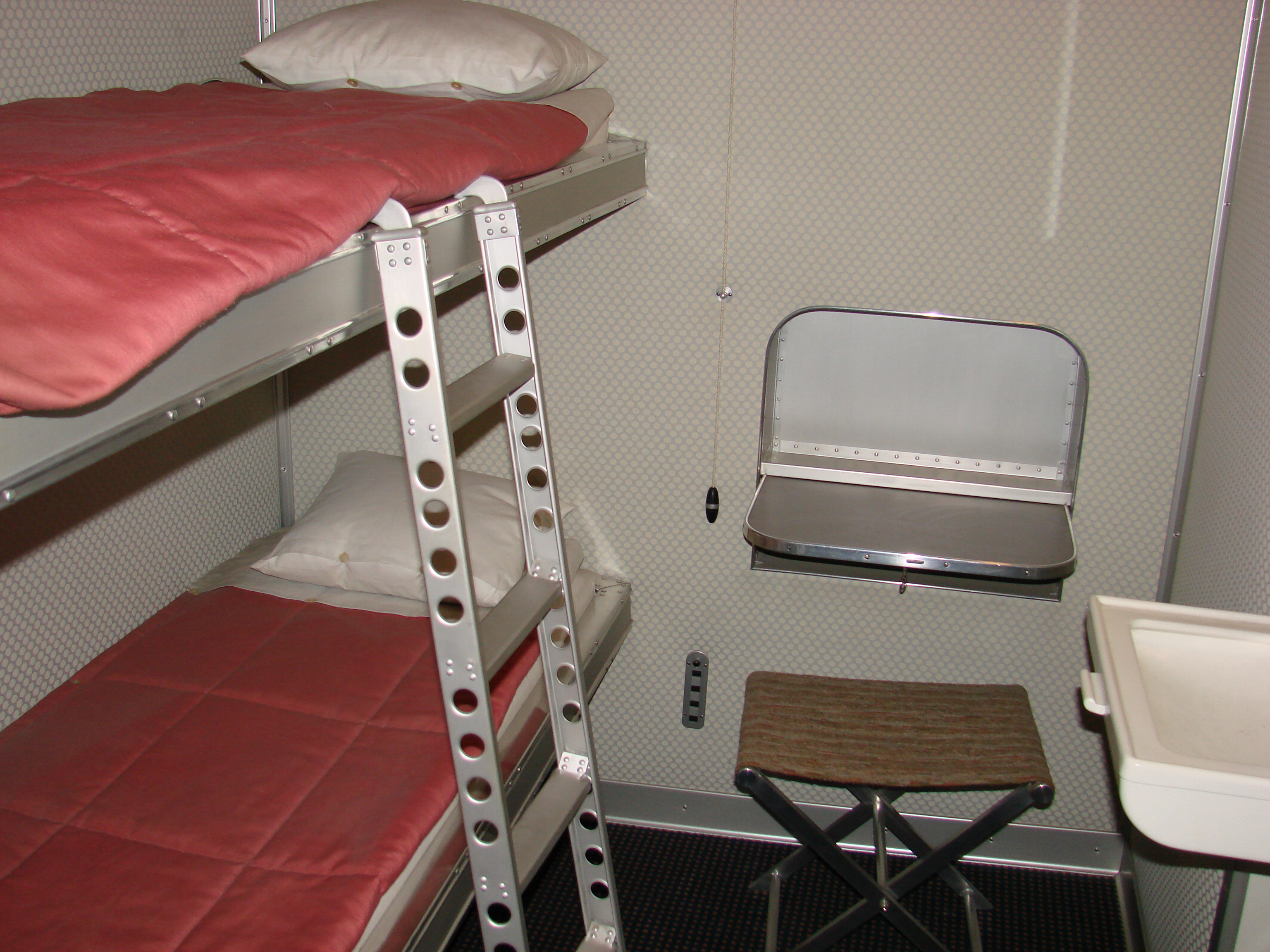
Cabine type reconstituée.

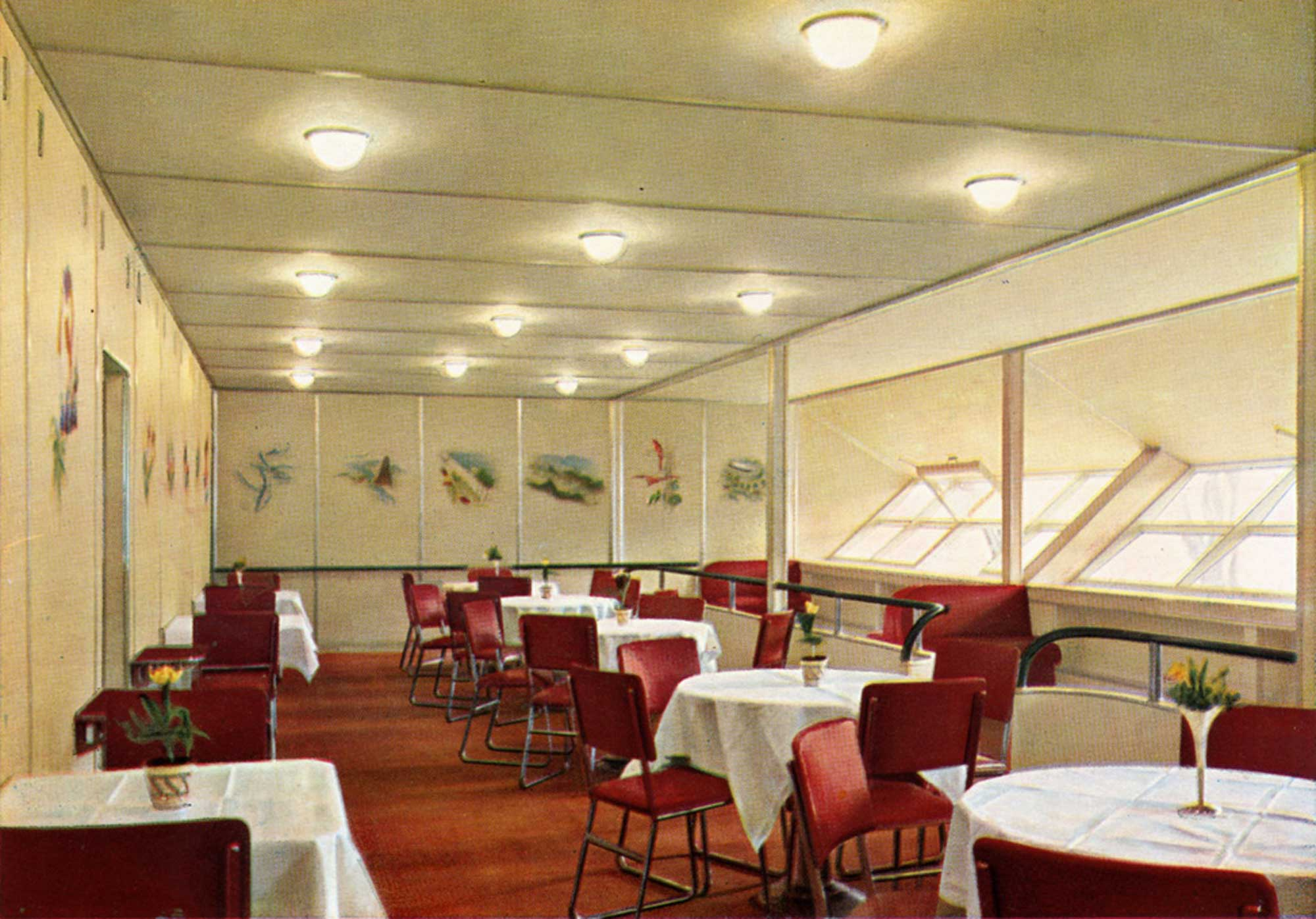
Salle à manger.

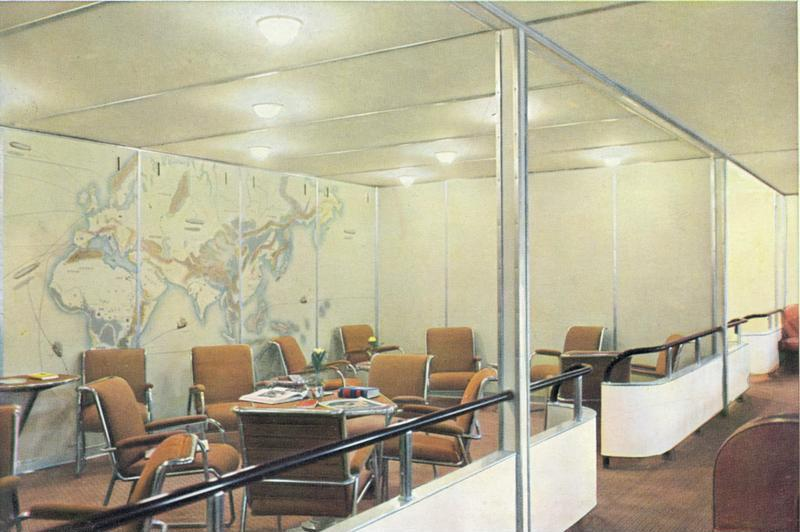
Salon.

- au centre, des petites cabines (taille : 2 × 1,50 m) sans ouverture sur l'extérieur (du moins à l'origine) disposant de 2 couchettes superposées, avec penderie et lavabo en bakélite disposant d'eau chaude et d'eau froide ;
- à bâbord, la salle à manger, disposant de 2 tables de 15 couverts, qui permettent d'organiser deux services ;
- à tribord, les salons – salon-bar ou salon de lecture et d'écriture – avec un service assuré par une douzaine de stewards et une femme de chambre, supervisés par un chef steward.

Le pont inférieur comprend une douche – une première sur un dirigeable, le carré de l'équipage, une cuisine « tout électrique » dotée de plaques, four, rôtissoire, réfrigérateur, machine à glaçons, monte-plats et mini-bar, et un fumoir. Ce dernier est sécurisé par un système de surpression, afin d'empêcher toute intrusion accidentelle d'hydrogène. Il renferme le seul briquet disponible à bord, les briquets personnels étant confisqués au départ du voyage. Le barman s'assure qu'aucun passager ne franchit la porte tournante faisant office de sas avec une cigarette ou une pipe allumée.
La décoration intérieure du dirigeable a été confiée à l'architecte et designer Fritz August Breuhaus de Groot, assisté de César F. Pinnau. Breuhaus de Groot avait été chargé auparavant de l'aménagement des wagons de la compagnie Pullman, de paquebots et de certains navires de guerre allemands. Les décors muraux du Hindenburg, mettant en scène le traitement du courrier à travers le monde ainsi que les grandes routes maritimes, ont été réalisés par Otto Arpke.
À l'heure des repas, les passagers peuvent prendre place autour de tables recouvertes de nappes luxueuses décorées de fleurs fraîches, d'argenterie véritable et d'assiettes de porcelaine chiffrée de la Deutsche Zeppelin-Reederei (en). La cave « que n'aurait pas désavoué un châtelain », est à la hauteur des mets qui sont servis.
Le LZ 129 intègre dès sa mise en service un piano à queue ultra-léger conçu par Blüthner. Comme le dirigeable, l'instrument est fabriqué en aluminium. Recouvert de cuir de porc jaune, il ne pèse que 162 kg. Il sera débarqué par la suite afin d'augmenter la capacité marchande et détruit en 1943 lors du bombardement de Leipzig.
Le logement de l'équipage, séparé de celui des passagers, se répartit dans la quille autour de trois secteurs :
- le quartier des officiers, comprenant 12 couchettes ainsi que la cabine du capitaine, à proximité immédiate de la nacelle de commandement ;
- 22 couchettes à l'arrière du pont inférieur ;
- 12 couchettes réservées aux mécaniciens, non loin de la poupe de l'appareil[17].

À partir de septembre 1936, plusieurs éléments constitutifs du LZ 129 font l'objet de révisions (cellules de gaz II et III) et d'ajouts (couche de vernis sur l'enveloppe, extincteurs dans le fumoir). À la demande de Willi von Meister, le représentant de la compagnie aux États-Unis, des couchettes supplémentaires sont installées. Limité à 50 lors du lancement de l'appareil, leur nombre est porté à 72. Une dizaine de cabines doubles, vitrées, dont une comprenant 4 couchettes, sont ajoutées dans la partie arrière du pont inférieur, en lieu et place d'une coursive panoramique à baies inclinées. Chaque cabine est équipée d'un lit double en osier, d'un lavabo escamotable avec eau chaude et froide, ainsi que d'un bouton d'appel du personnel.
Généralement, le Hindenburg décolle dans le calme du soir, s'élevant paisiblement dans un silence parfait. L'aéronef demeure étonnamment stable et la brochure de la Deutsche Zeppelin-Reederei note avec fierté qu' « aucune personne voyageant à bord d'un zeppelin n'a jamais souffert du mal de l'air ». De fait, le roulis et le tangage sont à peine perceptibles, les turbulences et les coups de vent qui malmèneraient un avion ne provoquent ici aucun frémissement. Les vibrations des moteurs ne rident pas la surface d'un verre d'eau dans les espaces réservés aux passagers, où le niveau de bruit est plus faible qu'à bord d'aucun autre moyen de transport motorisé de l'époque.

## Dihydrogène ou hélium?
L'International Zeppelin Transport Corporation (IZT), extrêmement réticente au projet LZ 128 lié à l'emploi d'hydrogène en tant que gaz de sustentation, est indubitablement à l'origine de son abandon et de l'adoption ultérieure du projet LZ 129 par Hugo Eckener et ses équipes de la Luftschiffbau Zeppelin de Friedrichshafen. L'hélium, gaz ininflammable, rare et cher à l'époque, est essentiellement issu de ressources naturelles provenant des États-Unis. La législation américaine, à travers l’Helium Control Act de 1927, accorde au Bureau des Mines, « l'exploitation ainsi que la production de l'hélium », à l'exception de sa commercialisation.
Le pilotage des aéronefs américains se trouve affecté par des contingences liées au coût de l'hélium. Ainsi, les grands rigides USS Akron et USS Macon doivent-ils économiser leur gaz et ne soupaper que dans des conditions extrêmes, contrairement aux dirigeables allemands. Le dihydrogène il est vrai, peut être produit aisément dans tout pays industrialisé. Les Allemands détiennent un savoir-faire indéniable consécutif pour une large part à l'histoire même des dirigeables. Si l'hydrogène possède un potentiel de sustentation plus élevé que celui de l'hélium (+7 %), il demeure néanmoins inflammable.
De janvier 1931 – début de fabrication du LZ 129 – au printemps 1935, Allemands et Américains vont se livrer à un jeu de dupes, consistant pour les premiers à ne pas demander officiellement d'hélium et pour les seconds à ne surtout pas anticiper une improbable requête des constructeurs. Il est faux de croire que les autorités américaines se sont opposées à une prétendue demande du docteur Eckener ou d'un autre responsable allemand. Aucun fait connu à ce jour ne va à l'appui de cette thèse. La raison objective de la non-livraison d'hélium ne tient pas au fait de l'arrivée des nazis en Allemagne, mais à l'existence de l’Helium Control Act de 1927. Eckener imagine que la création d'une société germano-américaine va ouvrir l'accès au précieux gaz américain. Or, seule une négociation de chef d'État à chef d'État pourrait changer la situation.
Durant ce statu quo, les ateliers de Friedrichshafen travaillent sur l'option hybride hélium/hydrogène en innovant au maximum dans un souci d'économie de fonctionnement. Leurs recherches portent sur plusieurs systèmes inédits : 
- la récupération en vol de la vapeur d'eau atmosphérique grâce à un gel de silice, afin de reconstituer le ballast ;
- l'utilisation d'une cellule secondaire d'hydrogène confinée à l'intérieur des cellules d'hélium, pour compenser la déperdition de fioul ;
- un système de pompage en vol de l'eau de mer ;
- l'adjonction d'un cinquième moteur fonctionnant à l'hydrogène et produisant de l'eau de ballast.

Bien des observateurs considèrent comme encourageantes, voire satisfaisantes, ces recherches, quand tombe, au printemps 1935, la décision américaine d'interdire toute cellule secondaire d'hydrogène pour le vol inaugural du Hindenburg aux États-Unis. Arrivés au pouvoir, les nazis ne souhaitent pas dépenser de précieuses devises. Côté américain, certains lobbies, telle la compagnie American Airlines qui développe sa flotte de Douglas DC-3, vont se montrer très influents. Il va en résulter le maintien d'une situation figée, sorte d'embargo « de fait ». Le LZ 129 sera donc gonflé exclusivement à l'hydrogène. Sûrs de leur technique, les Allemands ont fait voler des dirigeables au dihydrogène sans incendie pendant de nombreuses années et pensent savoir en maîtriser l'utilisation. En définitive, la tâche s'avère plus simple pour les constructeurs : avec une portance accrue et à volume égal, plus de passagers seront transportés. En revanche, le survol des États-Unis reste interdit. Fin février 1936, Hugo Eckener obtient, grâce à l'entremise de Bill Leeds, ancien passager du Graf, et fils d'un millionnaire américain, une entrevue décisive avec le président Roosevelt. Les installations techniques de la base d'aéronautique navale de Lakehurst (en) dans le New Jersey sont ouvertes, pour dix vols au moins, au LZ 129. Néanmoins, le docteur Eckener, partisan intraitable de la sécurité tout au long de sa carrière, considère l'hélium comme indispensable pour le gonflement des futurs grands dirigeables internationaux.

## Construction et mise en service
Dès la fin de l'année 1930, la Luftschiffbau Zeppelin rachète 5 000 kg de duralumin provenant de l'épave du dirigeable britannique R101, tragiquement accidenté en France. Janvier 1931 marque le début de la production de masse des éléments de structure du futur LZ 129, lesquels doivent satisfaire à des normes drastiques de légèreté. La supervision de ce chantier est confiée à Knut Eckener, fils de l'emblématique « patron » du LZ 127 Graf Zeppelin, Hugo Eckener. Le moment paraît cependant mal choisi pour une telle entreprise, étant donné l'état de déliquescence économique et politique de l'Allemagne à l'époque. Plusieurs interruptions émaillent les cinq ans et trois mois nécessaires à la construction de l'aéronef, même si une impulsion nouvelle est donnée, en 1933, avec l'arrivée au pouvoir de Hitler.
Le premier vol-test, entre Friedrichshafen et le lac de Constance, a lieu le 4 mars 1936 et dure trois heures et six minutes. À bord, Hugo Eckener, Ernst Lehmann et Hans Von Schiller assurent un commandement partagé. Si le second vol, le lendemain, ne soulève pas de remarques particulières, celui du 6 mars est caractérisé par un contact rugueux du dirigeable avec le terrain, à la suite d'un excès de ballast et le constat d'importants dommages sur le plancher de la cabine de pilotage. Le sixième vol, le 23 mars 1936, accepte du courrier et des passagers pour la première fois. Il s'agit pour la plupart de journalistes – quatre-vingts environ – invités à rendre compte de la préparation du vol de propagande (Wahlfahrt) prévu du 26 au 29 mars et imaginé par le ministre Goebbels, mettant en scène conjointement le Graf Zeppelin et le Hindenburg dans le ciel allemand. Les élections législatives allemandes de 1936 auxquelles recourt Adolf Hitler, et qui font suite à la remilitarisation de la Rhénanie, nécessitent naturellement la plus grande adhésion populaire et l'emploi des dirigeables entend bien faire jouer, cette fois encore, la fibre patriotique omniprésente au cours de l'histoire des Zeppelins.
Le 26 mars 1936 au matin, première date des trois journées consacrées aux « vols du plébiscite », le capitaine Lehmann désireux de complaire aux nazis et faisant fi des objurgations de Hugo Eckener – devenu persona non grata – fait procéder au décollage en dépit d'un vent trop fort. Les moteurs poussés à fond, la poupe du dirigeable percute le terrain et l'empennage, porteur de la croix gammée se retrouve endommagé. Cet accident, peu flatteur pour le Reich, sera tenu secret et les appareils photos des témoins confisqués.

### Propagande

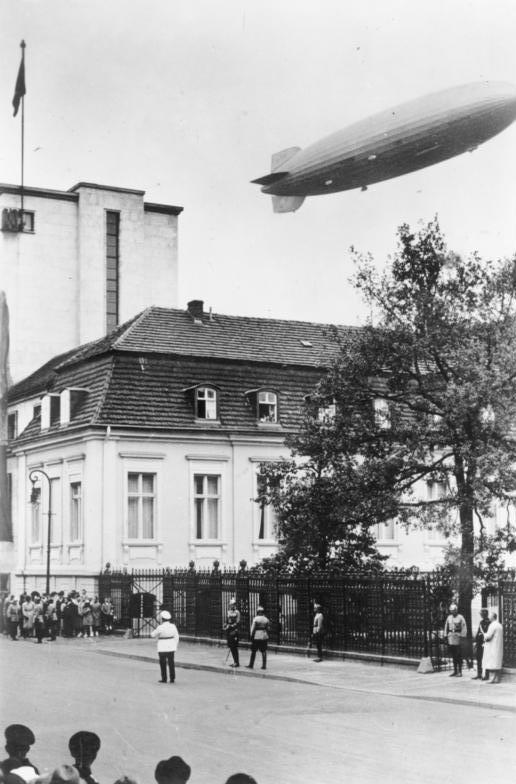
Le Hindenburg à Berlin en 1936.

Depuis le 2 juillet 1900, date de lancement du premier zeppelin, la population allemande fait montre d'un réel engouement pour les dirigeables. L'illustrateur Arthur Thiele se plait, au cours de ces années, à croquer des scènes de rue, montrant de manière humoristique la frénésie du public allemand à la vue d'un dirigeable : « Zeppelin kommt! » (le zeppelin arrive !). Consciente de cet amour pour les plus légers que l'air, la propagande nazie va utiliser largement les dirigeables, LZ 127 Graf-Zeppelin, LZ 129 Hindenburg et LZ 130 Graf Zeppelin II, afin d'assurer la propagande du NSDAP. Lors de son lancement en 1936, les nazis envisagent de faire peindre, sur les flancs du Hindenburg, deux croix gammées hautes de trente mètres. Figure emblématique et légende vivante de l'épopée du Graf Zeppelin, le Dr Hugo Eckener, hostile aux nazis, autorise bien à regrets, en sa qualité de directeur de la Luftschiffbau Zeppelin, la représentation du swastika sur les gouvernails.
Trois jours après le vol inaugural du LZ 129, les troupes allemandes occupent, en violation des traités de Versailles et de Locarno, la région démilitarisée de la Rhénanie-Palatinat, près des frontières avec les Pays-Bas, la Belgique, le Luxembourg et la France. Une élection et un référendum sont organisés par Adolf Hitler, le 29 mars 1936, afin de ratifier cette action délibérée et de plébisciter son auteur. Pendant 4 jours, le Hindenburg et le Graf Zeppelin assurent des vols conjoints au-dessus des défilés militaires, larguant des tracts, diffusant par haut-parleurs de la musique et des discours depuis un studio radio installé à bord du nouveau fleuron des dirigeables. Le 19 juin 1936, le boxeur allemand Max Schmeling rencontre et défait, à New York, le champion Joe Louis, surnommé alors « Brown Bomber ». Goebbels voit dans cette victoire une illustration des théories raciales nazies. Max Schmeling est invité à embarquer, dès le 24 juin, à bord du Hindenburg pour être accueilli, avec tous les honneurs, par Hitler, à son retour en Allemagne.
Le mois d'août suivant, le ministre de la propagande Goebbels offre 3500 Reichsmarks, afin que soient représentés les anneaux olympiques sur l'enveloppe des deux dirigeables. Le Hindenburg, revêtu de sa nouvelle livrée, est une fois encore utilisé pendant les cérémonies d'ouverture des Jeux olympiques de 1936. Soixante-cinq passagers, dont certains invités par la DZR, participent à ce vol, initié le 1er août à 6 h 30, depuis Francfort. Le Luftschiffkapitän Max Pruss dirige les opérations pendant 14 heures, sur une distance de 1 622 km. À 15 h, après avoir longuement survolé la Via Triumphalis, le dirigeable aborde enfin le stade olympique de Berlin, à environ 250 m. Les orchestres nombreux, les mouchoirs et les chapeaux entendent répondre au drapeau olympique, déployé sous le géant des airs, juste avant l'arrivée de Hitler. Les spectateurs ayant tendance à regarder plus en l'air qu'à acclamer le Führer, ce dernier aurait déclaré « Hindenburg, raus » (« Hindenburg, dehors »).
Le cinéaste Veit Harlan rapporte par ailleurs dans son ouvrage des propos d'Adolf Hitler, tenus en aparté : « Jamais je ne monterai dans cet engin. C’est un cercueil volant ! Je ne traverserai l’océan que le jour où les avions seront capables de le faire. Ce cigare géant est rempli de gaz parce que les Américains ne veulent pas nous vendre de l'hélium. Tôt ou tard, il explosera. […] ». Cette confidence du Führer permet de souligner pourquoi le LZ 129 n'a jamais été officiellement « baptisé » comme ses prédécesseurs, ce que bien des observateurs n'ont pas manqué de rappeler le 6 mai 1937 à Lakehurst et surtout pourquoi le nom « Hitler » un temps envisagé, a été finalement remplacé par « Hindenburg » sur son enveloppe. Il est intéressant de noter que pour la première fois, les J.O de Berlin ont été manipulés afin d'attribuer un dividende politique au pays organisateur. Après la catastrophe de Lakehurst du 6 mai 1937, et les interrogations qu'elle ne manque pas de soulever, le régime nazi est prompt à reprendre le contrôle de la situation. Il décrète que toutes les victimes sont des héros de l'Allemagne nazie. Les cercueils, revêtus de la croix gammée, gardés par des militaires en grand uniforme du Reich, sont ainsi alignés aux abords de l'un des quais de New-York, avant leur rapatriement.

### Traversées transatlantiques

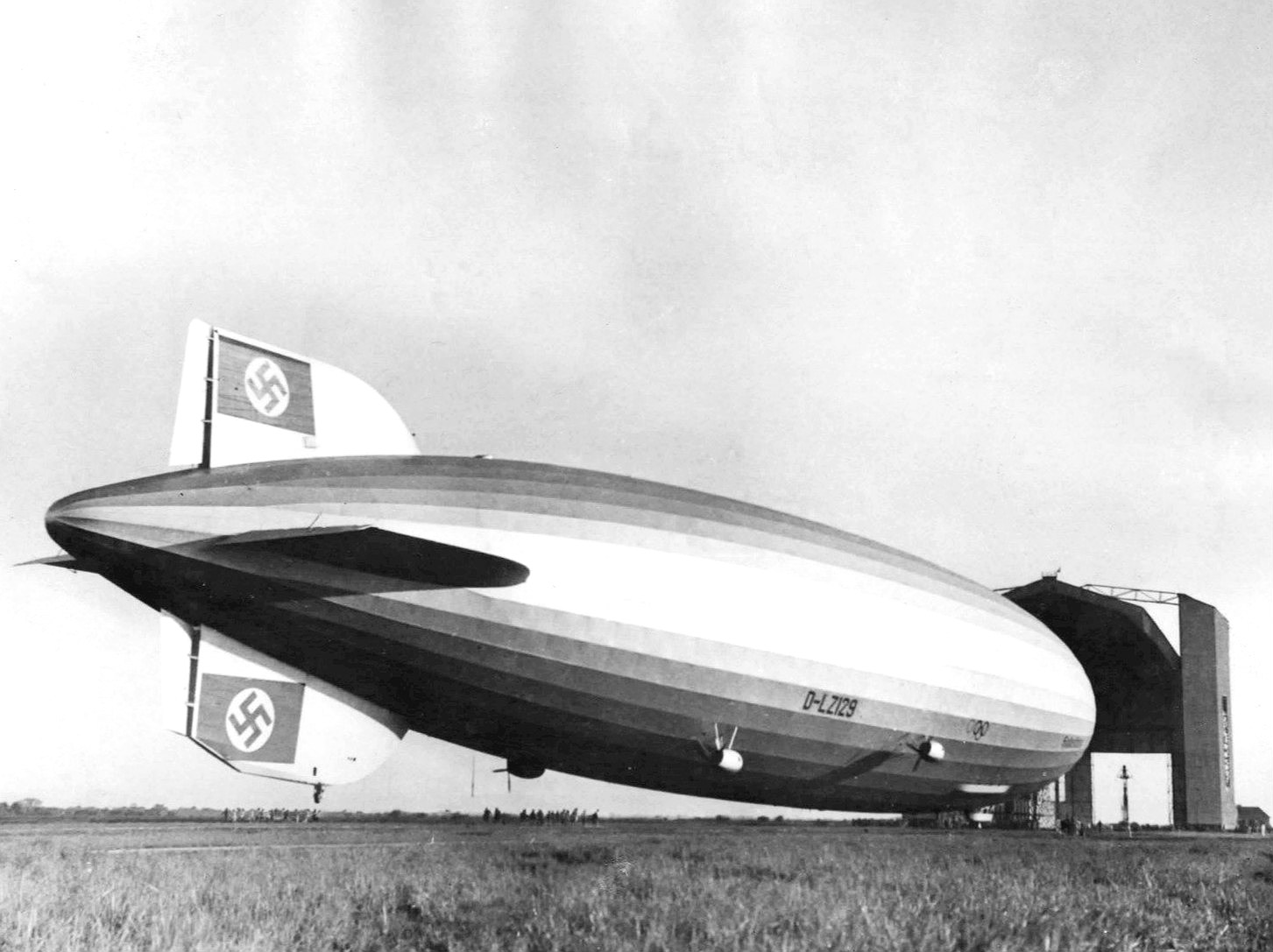
Le Hindenburg à Rio en avril 1936.

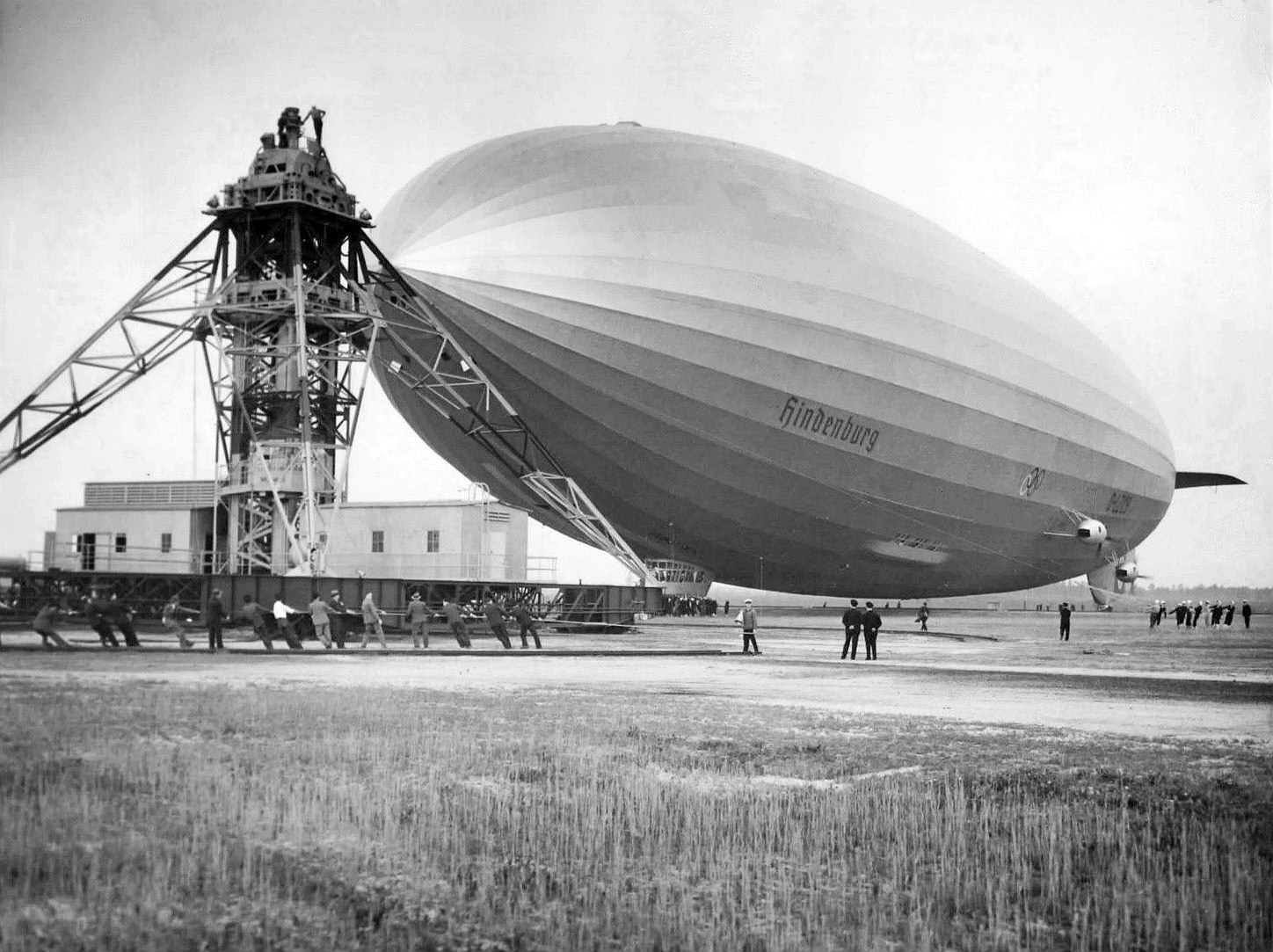
Le Hindenburg à Lakehurst en 1936.

La première traversée transatlantique sud du Hindenburg est un évènement spectaculaire et étrange, si l'on considère que l'aéronef compte seulement 128 heures et 8 minutes d'essais. Il témoigne en tous cas de la confiance absolue des Allemands pour leur machine et pour ses moteurs. Le décollage à destination de Rio de Janeiro s'effectue le 31 mars 1936 de la base de Friedrichshafen-Löwental. À 5 h 32, sous le commandement de Ernst Lehmann et en présence à bord du Generalmajor Friedrich Christiansen, directeur de la DZR (en) – Hugo Eckener n'est présent qu'en simple observateur – le Hindenburg prend son essor, emmenant vers le Brésil 37 passagers, ainsi que 54 membres d'équipage. On notera qu'au titre du fret emporté, figure une Opel Olympia cabriolet, en fait le 500 000e véhicule construit par la marque allemande. L'itinéraire le plus court pour atteindre l'océan Atlantique impose de passer par la vallée du Rhône et traverser la France jusqu'à La Rochelle. Or à la suite du refus de survol des autorités françaises, ulcérées par la réoccupation de la Rhénanie, ce scénario s'avère impossible. L'itinéraire de remplacement contraint de passer par Stuttgart, Francfort, Cologne, la côte hollandaise, la Haye avant de survoler la Manche, à l'exclusion des territoires britanniques. Au moment où il aborde la Manche, le Hindenburg est approché et suivi pendant quelques minutes par un avion commercial, venant du Bourget et se rendant à Croydon près de Londres, à la plus grande joie des dix passagers à bord. Au cours de son périple le LZ 129 sera ainsi salué successivement par le paquebot Oceana, qui ramène des citoyens allemands de Madère, puis par deux destroyers britanniques. Plus tard, le passage de l’équateur donne lieu à la traditionnelle fête à bord, des certificats sont distribués aux passagers déguisés pour la circonstance. Le 4 avril 1936, après avoir survolé Recife, où le dirigeable se déleste d'un sac de courrier, la ville de Bahia est atteinte, puis Santa Cruz dans la région de Rio, où l'atterrissage est effectif à 7 h 12.
Si pour les observateurs présents à bord, tel Harold Dick, envoyé par la compagnie Goodyear, le vol est relativement sans surprises, il n'en va pas de même pour les conditions de l'atterrissage à Santa-Cruz, nouvelle structure aéroportuaire en voie d'achèvement à une soixantaine de kilomètres de Rio. Le terrain est inondé et les 240 hommes de l'équipe au sol sont démotivés et inopérants. Enfin, le mât d'amarrage est rendu inutilisable après que le câble principal a été endommagé. Amarré aux « trolleys », le LZ 129 est amené, non sans peine, vers le hangar. Les autorités brésiliennes engagées financièrement avec les Allemands dans la construction de Santa-Cruz prennent prétexte de la journée de retard consécutive au contournement de la France, pour annuler toutes les cérémonies officielles. Pour sa part, Hugo Eckener en délicatesse avec les nazis, envisage un temps de demander l'asile politique à l'ambassade des États-Unis à Rio, sans franchir toutefois le pas.
Le vol retour vers l'Allemagne débute le 6 avril 1936. Le temps nécessaire aux essais moteurs à pleine puissance ayant été remplacé par les tournées de propagande, plusieurs faiblesses vont révéler un mauvais rodage du Hindenburg. Une perte de gaz importante de la cellule no 3, un problème récurrent d'humidité et de mauvaise ventilation, mais surtout des pannes moteurs temporaires du No 3 et 4, avant l'arrêt définitif du No 2. Les vents, annoncés comme violents sur la Manche, vont contraindre l'équipage à demander le survol de la France, survol qui sera cette fois rapidement accordé.
Le retour à Friedrichshafen est effectif le 10 avril 1936 à 17 h 37.
La première traversée transatlantique nord se déroule à partir du 6 mai 1936, après un ensemble de révisions – moteurs et cellules de gaz principalement – et plus de sept heures de vol d'essais intensifs au cours de la journée du 4 mai. Sous le commandement de Ernst Lehmann, le LZ 129 décolle à 21 h 30 de Friedrichshafen, emmenant 51 passagers et 56 membres d'équipage vers Lakehurst (New Jersey). Hugo Eckener est cantonné, cette fois encore, au rôle d'observateur. L'aéronef met rapidement le cap au nord, traversant la côte hollandaise à Flessingue, puis la Manche avant de déboucher sur l'océan Atlantique. Des dispositifs de survie, nouveaux, ont été installés à bord. Outre quatre canots de secours à gonflage immédiat, capables d'évacuer chacun 25 naufragés, des gilets de sauvetage sont mis à disposition des passagers. L'équipage lui-même est doté de matériel de survie.
Le vol se déroule sans incident majeur et permet la réalisation de deux grandes premières : alors que le dirigeable se rapproche du continent nord-américain, une messe est célébrée à bord par le Père Schulte à partir d'un autel improvisé, sans toutefois utiliser de cierges allumés, par sécurité. Un peu plus tard, le divertissement chanté auquel sont conviés les passagers est radiodiffusé à destination des États-Unis et du Canada. Ainsi, derrière leur récepteur, certains auditeurs médusés entendent en direct lady Wilkins, l'épouse du géographe et pilote australien Hubert Wilkins, interpréter « I'm in the mood for love » accompagnée au piano par Franz Wagner, pianiste attitré de la maison Blüthner-Flügel. Ce voyage, comme toute croisière, est aussi le prétexte à un luxe ostentatoire. Au nombre des passagères figure la Française Titaÿna, en réalité Elisabeth Sauvy-Tisseyre, journaliste, pilote, exploratrice considérée comme l'archétype de la garçonne. Elle a été invitée sur le Hindenburg à la suite d'un reportage bienveillant sur Hitler. Au moment de passer le bateau-phare de Nantucket, la vitesse de l'aéronef est réduite, afin de pouvoir être vu par un maximum de personnes.
L'atterrissage, le 9 mai à 6 h 10, s'effectue normalement. La mise au mât s'avère plus délicate et requiert le transport de la nacelle de commandement sur des supports de bois. Les douaniers américains font, pour la circonstance, preuve de beaucoup de zèle, retenant deux heures les passagers, refusant l'entrée sur le territoire d'un piano en aluminium, confisquant même un bouquet de fleurs lancé depuis le ballon, au motif d'un éventuel risque de contamination. 34 passagers prennent la navette d'American Airlines pour Newark afin de poursuivre leur voyage. Viendra enfin la reconnaissance officielle à travers une lettre du président Roosevelt et plusieurs réceptions pour l'ensemble de l'équipage et plus particulièrement Hugo Eckener.
Le retour en Allemagne, le 14 mai 1936, s'effectue pour la première fois sur les nouvelles installations de l'aéroport de Francfort-Rhein/Main. L'atterrissage est effectif à 4 h 41.
Au cours de l'année 1936, le LZ 129 Hindenburg réalise 10 traversées vers les États-Unis et 7 vers le Brésil. Il transporte 1 600 passagers au-dessus de l'Atlantique et accumule 3 000 h de vol. La durée moyenne du vol vers les États-Unis est de 59 h et de 47 h au retour grâce aux vents favorables. Le taux de remplissage atteint 87 % à l'aller et 107 % au retour, les passagers supplémentaires sont alors logés dans les cabines des officiers. Le billet simple coûte entre 400 et 450 USD, l'aller-retour entre 720 et 810 USD (soit environ 10 000 € actuels).

### Les «vols spéciaux» du LZ 129Hindenburg
Parallèlement à ses vols transatlantiques commerciaux, le Hindenburg réalise un certain nombre de « vols spéciaux », motivés par la propagande nazie – Wahlfahrt-J.O de Berlin-Défilé de Nuremberg –, imaginés à des fins purement commerciales, comme le « vol des Millionnaires », ou encore entrepris à titre d'essais techniques, comme les tentatives d'accrochage en vol de l'avion d'Udet.
Le 9 octobre 1936, à l'issue du 10e vol vers les États-Unis, à l'initiative commune de la DZR et de la Standard Oil du New Jersey, est organisé un vol de démonstration regroupant à bord du LZ 129 le fleuron du capitalisme américain – financiers, industriels, politiques – baptisé « vol des Millionnaires ». Pendant 10 heures, au travers du survol du New-Jersey, de New York, du Connecticut, de Rhode Island, du Massachusetts et de la Pennsylvanie, ces décideurs sont à même d'apprécier les qualités de l'aéronef.
Les tentatives d'accrochage d'un avion Focke-Wulf Stieglitz au Hindenburg ne relèvent pas d'un projet militaire visant à transformer les grands rigides en porte-avions volants, tel que cela fut expérimenté avec l'USS Akron et l'USS Macon. Le but visé ici concerne essentiellement le transport du courrier entre l'Europe et les États-Unis. Si un avion est capable de s'accrocher au dirigeable, il sera possible, côté Europe, de rattraper le ballon, en vol, et ajouter le courrier retardé dans ses soutes avant l'Atlantique. Côté américain, possibilité sera offerte de rejoindre l'aéronef avant son arrivée sur le continent, déposer à bord des officiels afin d'effectuer les formalités d'immigration, et acheminer rapidement le courrier au retour vers New-York, bien avant l'atterrissage du Zeppelin.
As de la Première Guerre mondiale, le général Ernst Udet, devenu directeur général de l'Équipement de la Luftwaffe, est tout désigné pour les vols d'essais. Pour un problème de turbulences lié peut-être à la présence d'une écoutille à proximité du trapèze d'amarrage, les tentatives s'avèrent toutes infructueuses. Ces essais, qui ont lieu officiellement les 11 et 13 mars 1937, ainsi que le 27 avril 1937, sont rapidement abandonnés et leur bilan négatif est passé sous silence. Selon la thèse de John Duggan, ces chocs réitérés contre l'ossature du ballon pourraient être à l'origine d'une fatigue structurelle du dirigeable et de la rupture ultérieure d'un câble de tension interne. En venant fouetter et endommager l'un des ballonnets de gaz, le 6 mai suivant à Lakehurst, ce câble pourrait être à l'origine de l'incendie interne et finalement de la perte totale du LZ 129 Hindenburg.

### Bilan
Entre son premier vol-test le 4 mars 1936 et l'accident qui le détruisit le 6 mai 1937, le LZ 129 Hindenburg a parcouru environ 337 000 km en 63 voyages.
Le plus long trajet a été effectué entre Francfort et Rio de Janeiro du 21 au 25 octobre 1936. Le trajet de 11 278 km a été effectué en 111 h 41 min, à une vitesse moyenne de 101,8 km/h. Le trajet le plus rapide effectué entre Lakehurst et Francfort, les 10 et 11 août 1936, a permis de parcourir 6 732 km en 43 h 2 min, soit une moyenne de 157 km/h grâce à des vents particulièrement favorables.

## L'accident de Lakehurst

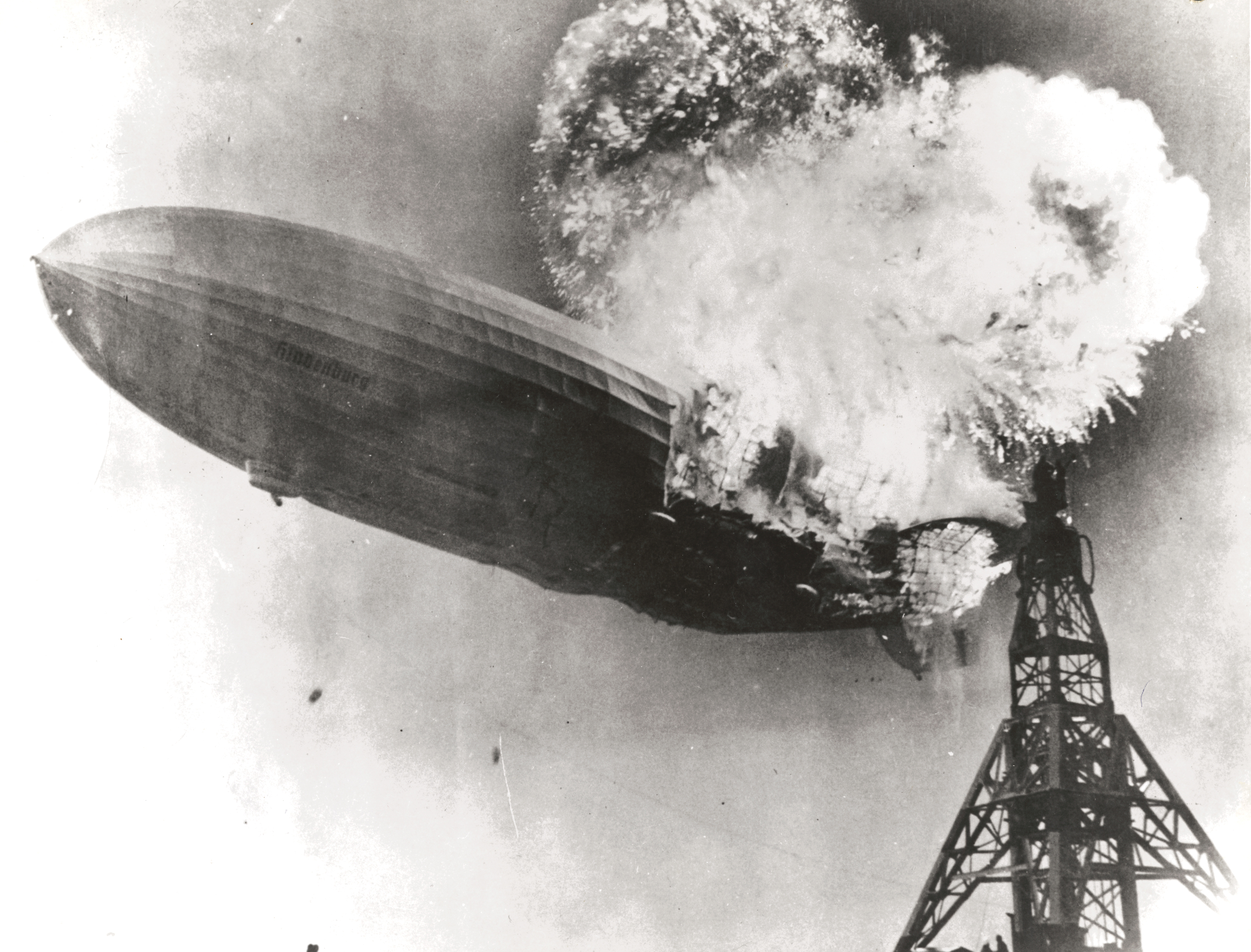
Début de l'incendie du Hindenburg.

Le 6 mai 1937, le dirigeable approche de Lakehurst, dans le New Jersey, bouclant sa première traversée de l'année, sous les auspices conjoints de la DZR et de l'AZT (American Zeppelin Transport Co.). Le voyage s'est déroulé sans incident particulier, mais l'atterrissage est retardé par un orage. Quelque 200 manœuvres – marins et ouvriers – s'apprêtent à l'amarrer. Un incendie éclate à la poupe du dirigeable, rapidement alimenté par le dihydrogène. L'aéronef perd son stabilisateur horizontal et s'écrase au sol en 34 secondes. Le brasier est nourri par le carburant des moteurs Diesel. Il y avait 97 personnes à bord, dont 61 membres d'équipage et 36 passagers. L'accident fait 35 morts, dont 21 membres d'équipage, 1 membre du personnel au sol et 13 passagers. C'est le premier accident majeur d'un dirigeable allemand depuis la Première Guerre mondiale.

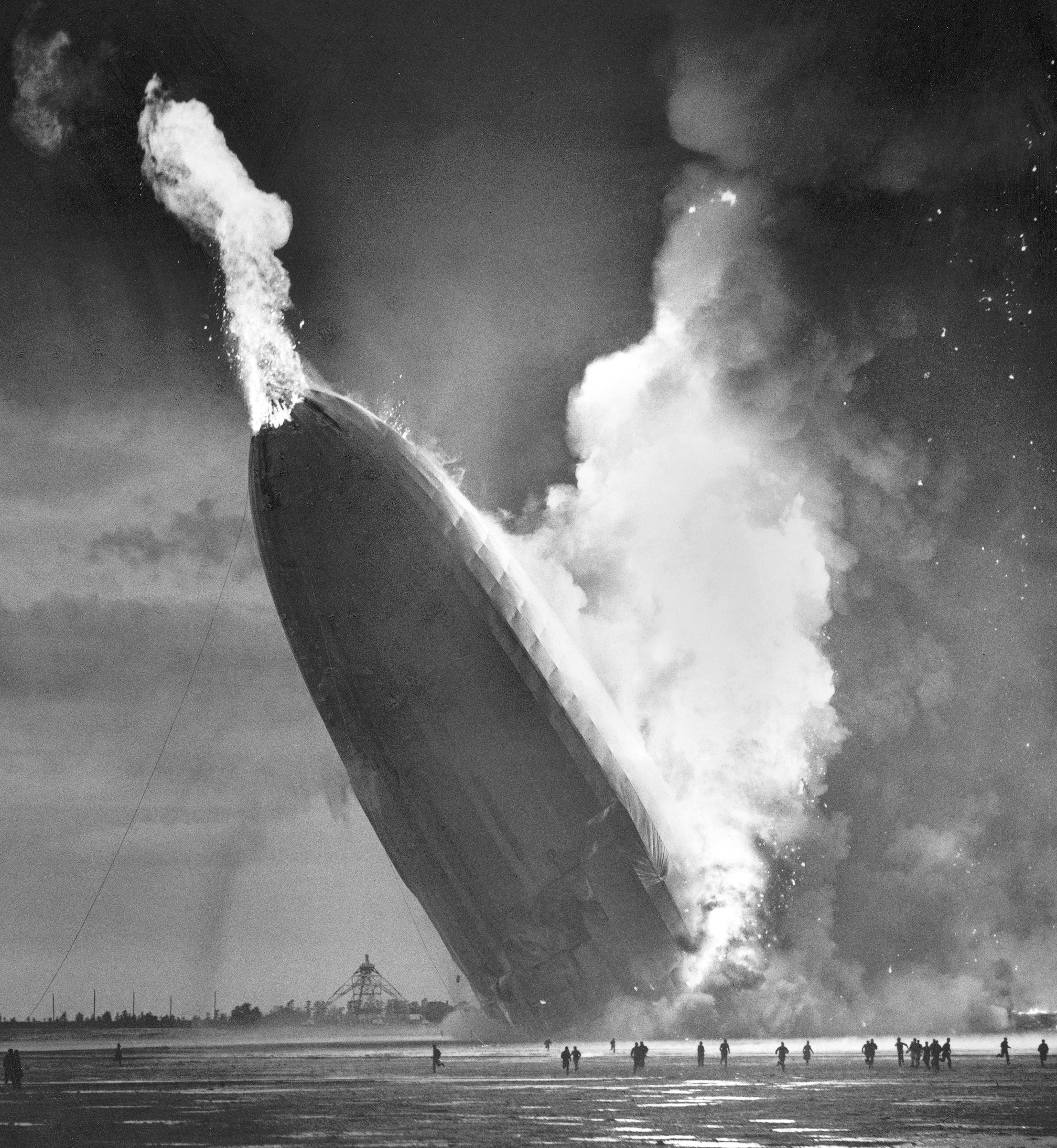
Suite de l'incendie

Les dépouilles des membres de l'équipage et de quelques passagers sont rapatriées le 21 mai jusqu'à Cuxhaven, où une cérémonie officielle est organisée. Les cercueils sont ensuite acheminés par train spécial, vers leurs lieux de résidence respectifs. À Friedrichshafen, une cérémonie a lieu le 23 mai pour l'enterrement de 6 membres d'équipage. D'autres cérémonies de deuil sont organisées, notamment à Francfort-sur-le-Main.

### Un phénomène médiatique
L'accident a la particularité d'avoir été filmé par plusieurs agences d'actualités cinématographiques – Pathé, Paramount, Universal et Fox Movietone – car l'arrivée du Zeppelin aux États-Unis attire généralement une importante foule de curieux et de journalistes. Les images de la catastrophe seront vues dans le monde entier, et reproduites dans toute la presse, ce qui ruinera la réputation des grands rigides affectés au transport. Faire voler des passagers sous une telle quantité d'hydrogène devient alors impensable, bien que les dirigeables modernes n'aient jamais connu pareil accident, l'Akron et le Macon, gonflés à l'hélium, ayant été détruits en vol par suite de la violence des éléments.
L'arrivée, puis l'accident du Hindenburg sont commentés par Herbert Morrison, un journaliste radio présent sur place. Diffusé quelques heures plus tard par la station de radio de Chicago WLS, et le lendemain par la station nationale NBC, ce reportage est entrecoupé par les sanglots du journaliste. Pour la première fois, un accident majeur est « couvert sur le vif », en temps réel, par un média audiovisuel. Cet enregistrement, effectué sur cylindre, a été récemment retrouvé dans les archives de la Bibliothèque du Congrès des États-Unis et a fait l'objet d'une restauration afin d'en permettre une meilleure restitution. Il peut être écouté par le public au National Air and Space Museum.

### Causes de l'accident
Immédiatement après l'accident, le 6 mai 1937, Göring, ministre d'État pour l'aéronautique, crée une commission d'enquête qui rédige un rapport, dont seule une partie fut publiée. De son côté, le département du Commerce des États-Unis crée sa propre commission d'enquête qui, dès le 21 juillet 1937, publie un rapport détaillé long de 56 pages avec 4 annexes.
Dans son résumé, le rapport américain indique qu'une décharge électrique est probablement à l'origine de l'incendie, mais n'en apporte pas la preuve.
Le rapport allemand est rédigé de manière plus circonspecte, mais appuie la thèse de la décharge électrique entre le dirigeable et un des filins d'amarrage mouillé, qui fut lancé au sol. Finalement la cause de l'accident reste indéterminée.
Un extrait du rapport de la Commission d'enquête allemande stipule que sauf si l'accident a été causé par l'attaque criminelle évoquée, on ne peut conclure qu'à une série de circonstances malheureuses entraînant des conséquences majeures. Dans ce dernier cas la séquence d'événements la plus probable est :
- alors que le dirigeable était en phase d'atterrissage une fuite du ballonnet 4 ou 5 a entraîné une accumulation de dihydrogène dans la partie arrière-haute de l'enveloppe ;
- l'inflammation de ce mélange peut avoir deux causes :
  - a) en raison des conditions atmosphériques le gradient de potentiel électrique près du sol était tel qu'une décharge électrostatique s'est produite à l'arrière causant la mise à feu,
  - b) l'enveloppe externe s'est trouvée mise à la terre à cause des câbles d'arrimage plus rapidement que la structure du dirigeable. En raison des changements rapides du potentiel causés par l'orage, il a pu y avoir une différence de potentiel entre la structure et l'enveloppe externe. Si ces parties étaient humides, ce qui est probable puisque le dirigeable avait rencontré de la pluie, la différence de potentiel a pu générer une étincelle qui a enflammé le mélange gazeux.

Le dihydrogène pur ne peut être enflammé, ainsi, on peut déduire que la première des causes du feu a été provoquée par une infiltration d'air et donc d'oxygène qui aurait rendu le mélange inflammable (la concentration maximale de dihydrogène (H2) dans l'air permettant une inflammation du mélange étant de 75 %).
Plusieurs autres hypothèses sont émises : un sabotage à la suite du bombardement de Guernica, du réarmement de la Rhénanie, ou de l'intensification de la persécution des Juifs : des écrits allant dans ce sens s'accumulent et l'un des membres de l'équipage, Eric Spehl, décédé au cours de l'accident, est notamment accusé d'avoir posé une bombe. On évoque également la détérioration d'une pale d'hélice, l'imprudence d'un fumeur, le mauvais fonctionnement d'une soupape de ballonnet, ou encore un attentat avec fusil à lunette tirant des balles traçantes incendiaires. Est aussi suspecté un effet condensateur entre deux armatures métalliques non reliées, accumulant une charge électrique éventuellement générée par la météorologie orageuse du moment.
En 2005, à l'initiative de la chaîne de télévision National Geographic Channel, Greg Feith, expert américain issu du NTSB, dirige une enquête officieuse sur les causes de l'accident. Ses conclusions complètent le rapport officiel de l'époque :
- le commandant de bord souhaitait atterrir au plus vite. En effet, le Hindenburg devait retourner en Allemagne au plus tôt, pour permettre aux 72 passagers du retour – et plus particulièrement aux passagers ayant répondu à l'offre d'American Airlines – de se rendre au couronnement de George VI, le 12 mai[61] ;
- quelques minutes avant l'atterrissage, un changement de direction du vent a imposé une manœuvre pour remettre le dirigeable face à celui-ci. Au lieu d'effectuer une large boucle autour de l'aérodrome, le commandant de bord, pour gagner de précieuses minutes, aurait effectué deux virages serrés : le premier vers la gauche, le second à droite. Ces virages auraient imposé un effort trop important sur les câbles de tension qui maintenaient l'armature du ballon, entraînant la rupture de l'un d'eux près de l'empennage vertical ;
- en se rompant, le câble déchire l'enveloppe en toile du réservoir No 3. S'est ensuivie une fuite de dihydrogène, que les témoins auraient aperçu sous forme d'un frémissement au sommet de l'appareil, près de l'empennage vertical ;
- au moment où le commandant largue les deux cordes d'ancrage au sol, elles se mouillent sous l'effet de la pluie et deviennent conductrices. Instantanément, l'armature métallique du Zeppelin est mise à la terre. Il se crée alors une différence de potentiel entre cette armature et l'enveloppe, bien moins conductrice ;
- cette différence de potentiel fait surgir une étincelle entre l'armature et l'enveloppe, qui enflamme instantanément le dihydrogène ayant fui à l'arrière du dirigeable ;
- le front de flamme se propage à travers le dihydrogène à la vitesse de 9 m/s, ce qui explique l'embrasement total de la machine en seulement 34 secondes.

Dans les conclusions de cette enquête, il est précisé que les flammes orangées aperçues par tous les témoins ne proviennent pas du dihydrogène lui-même, dont la flamme est invisible, mais de la combustion des toiles constituant les réservoirs et l'enveloppe externe de l'appareil. Harold Dick, dépêché par la société Goodyear en Allemagne jusqu'au déclenchement des hostilités, note dans son ouvrage : « Le revêtement de l'enveloppe du LZ 130, successeur de l’Hindenburg, contenait du graphite, afin de la rendre conductrice (...) Cette précaution eût été difficilement envisageable si la théorie de l'électricité statique n'avait constitué qu'un faux argument (...) L'utilisation d'un enduit graphité n'a pas été rendue publique, et je doute que cette utilisation ait été largement connue aux établissements Zeppelin ». C'est donc quinze mois après sa construction que le Hindenburg est détruit. Après l'accident, les dirigeables ne voleront plus à l'hydrogène, mais à l'hélium, non inflammable. Le Hindenburg reste le plus gros aéronef civil construit à ce jour.

## Dans les arts et la culture populaire

### Filmographie

#### Cinéma
- Le film catastrophe L'Odyssée du Hindenburg (1975) relate cet événement tragique, en privilégiant la thèse d'un sabotage à l'aide d'une bombe.
- Dans Indiana Jones et la Dernière Croisade (1989), Indiana Jones et son père voyagent à bord d'un dirigeable allemand fictif, le D-138. Ils décollent de l'aéroport de Berlin-Tempelhof, et s'enfuient dans un avion suspendu au ventre du dirigeable avant la fin du voyage, car l'aéronef les ramène en Allemagne. Notons l'erreur : seuls les dirigeables américains installaient de petits avions sous le ventre de l'appareil.

#### Télévision

##### Documentaire
- 2009 : Mystère d'archive épisode 1937 : Crash du Hindenburg.
- 2020 : L'Histoire en 3D, épisodes La malédiction du Hindenburg.
- 2022 : Hindenburg, décryptage d'un désastre en deux épisodes.

##### Téléfilm
- Un téléfilm allemand en 2 parties de 2011 (réalisation : Philipp Kadelbach), Hindenburg, le géant des airs, explore la thèse d'une bombe à bord dont le désamorçage in extremis dans des conditions difficiles, provoque une déchirure de la toile et entraîne la fuite de dihydrogène fatale.

##### Série
- L'épisode pilote de la série Timeless (2016 - 2018) met en scène la catastrophe du Hindenburg dans le cadre d'un voyage dans le temps. Elle préconise la thèse de l'étincelle ayant mis feu à l'hydrogène.

### Musique

#### Contemporain
- L'événement a été mis en musique et en vidéo par le compositeur américain Steve Reich et son épouse Beryl Korot dans Three Tales en 2002.

#### Rock
- Parmi les groupes de rock ayant connu le plus grand succès international, celui fondé en 1968 par Jimmy Page a pris le nom de Led Zeppelin (littéralement, Dirigeable/Zeppelin de plomb - la graphie correcte de "lead", qui se prononce "led" lorsqu'il s'agit de plomb, ayant été altérée pour que le nom du groupe ne soit pas prononcé improprement comme le verbe "to lead") affichant notamment sur la pochette de son premier disque la photo du Hindenburg en flammes.
- C'est aussi le thème de l'album Hindenburg de Predominance (Dark Ambient).
- Des images de l'accident illustrent la chanson le dernier jour d'Indochine lors de la tournée La République des Meteors d'Indochine.
- Dans le single de Rammstein Deutschland, on voit le zeppelin s'écraser derrière des musiciens.

### Littérature

#### Roman
- La catastrophe est le point central du troisième tome jeunesse Bobby Pendragon, La Guerre qui n'existait pas, de l'écrivain américain D.J. MacHale.
- Dans le second tome de Vango de l'écrivain français Timothée de Fombelle, la thèse criminelle est soutenue afin de servir l'intrigue.
- Dans La mémoire du temps, l’écrivain et romancier français Frank Leduc traite de cette catastrophe. L’accident est le point central de son roman.

### Bande dessinée
- La catastrophe est représentée en couverture et fait l'objet d'un des chapitres de la bande dessinée les Grandes Catastrophes, éditions du  Lombard, 1984, scénario de Yves Duval, dessins de Ferry. C'est une bande dessinée historique (non-fiction). Cf.    et  .  (ISBN 2-8036-0448-5).

### Jeu vidéo
- Dans le Brütal Legend, un des solos appelé « Bring them to home » invoque le Zeppelin en feu qui s'écrase sur les ennemis.